# أبناء الشيطان (فلم)
أبناء الشيطان فيلم دراما وجريمة واكشن مصري إخراج وتأليف إبراهيم عفيفي  لعام 2000، كتب السيناريو والحوار بشير الديك. الفيلم من بطولة حسين فهمي وفاروق الفيشاوي وعبير صبري، يتابع الفيلم ممدوح الذي قبضت عليه الشرطة بعدما جنَّدهُ أخيه سليم في عمليات تهريب المخدرات، ويقرر سليم قتل أخيه في السجن.
صدر الفيلم إلى دور العرض المصرية في 13 أبريل 2000.
منح موقع قاعدة بيانات الأفلام العربية «السينما.كوم» الفيلم درجة 5.1/ 10.

## طاقم التمثيل
حسين فهمي: في دور سليم أبو طاقية
فاروق الفيشاوي: في دور أحمد (ضابط متنكر في شخصية حسن القط)
عبير صبري: في دور جينا (ابنة حافظ)
حمدي الوزير: في دور كريم (فرد من عصابة أبو طاقية)
ممدوح موافي: في دور أحمد أبو طاقية (الاسم الحركي زهدي كامل عبد المسيح شقيق سليم)
محمد أبو داوود: في دور ضابط التحقيق
غسان مطر: في دور عثمان بابا (مورد المخدرات التركي)
خليل مرسي: في دور حافظ (مساعد سليم أبو طاقية)
فايق عزب: في دور المستشار نجيب محمود (المحامي وعضو البرلمان)
بالاشتراك مع: جيهان سلامة – عنبر – حسني عبد الجليل – طارق عبد الواحد – محمد خليل – صلاح صديق – أشرف المحلاوي – أسامة شعبان – محمد برغوت – يحيى زكريا – محمد عاشور – ناصر أمين – محمود خيري – عثمان محمد علي – الأنصاري فريد – مايسة الرباط – نشوى عمار – روزانا.
ظهرت الفنانة شريفة ماهر (مواليد 30 سبتمبر 1932) في دور شرف صغير.

## أحداث الفيلم
يدير سليم أبو طاقية (حسين فهمي) عصابة لتجارة المخدرات التي يجلبها من تركيا عن طريق عصابة عثمان بابا. يجند أبو طاقية شقيقه أحمد (ممدوح موافي) في عمليات تهريب المخدرات ويقدم له جواز سفر مزور باسم "زهدي كامل عبد المسيح) لإبعاد الشبهة عنه. يسقط أحمد في النهاية في أيدي الشرطة مع زميله كريم (حمدي الوزير). يستغل سليم معرفته بالمستشار نجيب محمود (فاروق عزب) للدفاع عن شقيقه بالرغم من أن المستشار نجيب هو عضو بارز في البرلمان ومحارب صلب ضد المخدرات والداعي لتشديد العقوبة على تجار المخدرات، ويرسل سليم أحد أعوانه إلى مكتب المستشار نجيب ويعرض عليه خمسة ملايين جنيه لكن المستشار يذهب إلى المحكمة وبدلاً من الدفاع عن المتهم يكشف الحقيقة أمام القاضي. يرسل سليم رجالة لقتل المستشار نجيب، ويصل خبر مقتل المستشار داخل السجن ويسعد أحمد. يبدأ ضابط التحقيق (محمد أبو داوود) في التأثير على أحمد ليقدم شهادة تفضح باقي العصابة مقابل أن يحصل على البراءة كشاهد (ملك)، ويرفض أحمد بالرغم من تحذيره من أن عقوبته هي الإعدام.
يتنكر سليم في شخصية راهب ليزور شقيقه في السجن، ويقدم له قطع من الشيكولاته ويعده بالمساعدة في هروبه. وفي الصباح يجد المساجين أحمد ممدداً على الأرض وقد فارق الحياة. ويتنكر ضابط الشرطة أحمد (فاروق الفيشاوي) في شخصية أحد المجرمين للإيقاع بعصابة سليم، ويتودد إلى كريم ويزوده بالمخدرات داخل السجن لاستدراجه، وأيضا يساعده على الهرب. يتفق رجال مكافحة المخدرات على السماح للضابط المتنكر أحمد بالسفر مع كريم إلى تركيا حيث أنه لا يعرف زعيم العصابة في مصر ولكنه يعرف مورد المخدرات التركي عثمان بابا (غسان مطر) الذي يكلف كريم وأحمد بمهمة قاتلة ليتأكد من ولائهم. يذهب أحمد وكريم إلى منطقة المدمنين ويستطيع أحمد القبض على زعيمهم واقتياده إلى عثمان بابا ويزيد تقدير زعيم العصابة للعضو الجديد أحمد المتنكر في شخصية حسن القط. يصل سليم وجينا لحضور حفل عيد ميلاد عثمان بابا في تركيا وهناك تتعرف جينا على حسن القط أو الضابط أحمد. يعود سليم وجينا إلى مصر ويحاول سليم الاستعلام عن حسن القط ولكن مباحث مكافحة المخدرات تقوم بتجنيد جينا للتجسس على سليم، وتسقط العصابة.

## استقبال الفيلم
كتب الناقد طارق الشناوي في صحيفة الشرق الأوسط تحت عنوان «أبناء الشيطان وسينما للخلف در» في 15 ديسمبر 2000: «لو أنك أردت أن تتعرف على حالة السينما المصرية حاليا وأبرز عيوبها على مدار تاريخها فأنا أنصحك بأن تشاهد فيلم» أبناء الشيطان«فهو نموذج واضح جدا وبالعدسة المكبرة يكشف لك بجلاء كل هذه العيوب... لا يزال الفيلم متشبثا بالحدوتة التقليدية في بنائه الفني وسيناريو بشير الديك لا يجهد نفسه في أي شيء وكأن هذا السيناريو أخرجوه من» الديب فريزر«وبعد فترة تسخين قدمه للناس مع المخرج إبراهيم عفيفى... إبراهيم عفيفى هو أحد الذين ارتبطوا في مرحلة الثمانينات بتقديم أفلام تجارية... وفي عام 2000 لا يزال إبراهيم يلعب بنفس المفردات التي كان يلاعب بها الجمهور منذ عشرين عاما».
صرحت عبير صبري لبوابة الوطن عن فيلم «أبناء الشيطان» الذي جمعها مع الفنان حسين فهمي، في بداية مشوارها الفني، قائلة: «أنا لم أرى الفيلم إلى الآن، ومش فاكراه أصلاً» وأضافت عبير، خلال لقائها ببرنامج «فحص شامل»، مع الإعلامية راغدة شلهوب، على شاشة «الحياة»: «والدتي لم تشاهد الفيلم أيضا... لو كانت شافتني بالمايوه مع حسين فهمي كانت ضربتي علقة».

## وصلات خارجية
- مقالات تستعمل روابط فنية بلا صلة مع ويكي بيانات
- أبناء الشيطان على موقع الدهليز
- أبناء الشيطان على موقع كاروهات

https://archive.aawsat.com/print.asp?did=17569&issueno=8053 أبناء الشيطان